# Oaktown
Oaktown est une municipalité américaine située dans le comté de Knox en Indiana.
Lors du recensement de 2010, sa population est de 608 habitants. La municipalité s'étend sur 0,27 mille carré (0,7 km2).
Le bureau de poste local est ouvert en 1855 sous le nom d'Oak Station. Il est renommé Oaktown en 1866. L'année suivante, la ville est fondée par George Bond et Samuel E. Smith.